# Ranis
Ranis ist eine Landstadt im thüringischen Saale-Orla-Kreis.

## Geographie

### Lage
Ranis liegt am südlichen Rand der Orlasenke zwischen dem Thüringer Holzland im Norden und dem Oberland mit dem Hohenwarte-Stausee im Süden in 380 Metern Höhe. Es wird durchflossen vom Schrötersbach, der südlich oberhalb der Stadt entspringt und über die Stadtwiese und danach teilweise verdolt entlang der ehemaligen Stadtmauer verläuft. Er mündet später in den etwas weiter westlich verlaufenden Fischbach, der in die Kotschau fließt.

### Nachbargemeinden
Angrenzende Gemeinden sind im Uhrzeigersinn von Nordosten Pößneck, Wernburg, Schmorda, Seisla und Krölpa.

### Ortsteile
Die Stadt besteht aus den Ortsteilen Ranis, Brandenstein, Ludwigshof und Heroldshof.

#### Brandenstein
Etwa einen Kilometer nördlich des Hauptortes findet sich der Ortsteil Brandenstein. An der Straße zum Schloss Brandenstein wurden Ende der 1940er Jahre Neubauernhöfe errichtet. Später entstanden dort weitere Wohnhäuser.

#### Ludwigshof
Am Abzweig der Straße nach Wernburg liegt das ehemalige Rittergut Ludwigshof. Dieses wurde 1838 bis 1843 durch Ludwig Franz v. Breitenbuch auf den Resten des wohl im Dreißigjährigen Krieg untergegangenen Dorfes Ruppitz erbaut und bis 1945 durch die Familie v. Breitenbuch bewirtschaftet. Nach 1945 wurde es für einige Jahre Volkseigenes Gut (VEG) mit einer Landwirtschaftsschule und später Sitz der LPG Ranis. In dieser Zeit wurden mehrere Wohnhäuser für die dort Beschäftigten errichtet. Seit 1990 ist es Sitz der Agrargenossenschaft Ludwigshof mit dem Gestüt Ludwigshof. Dort finden jedes Jahr Reitturniere statt.

#### Heroldshof
Heroldshof liegt an der Straße von Ranis nach Wilhelmsdorf und war ebenfalls ein Gut. Nach dem Zweiten Weltkrieg wurde es abgerissen und das Land Umsiedlern und Neubauern zur Verfügung gestellt. Dort befinden sich heute einige Wohnhäuser und ein Betriebsteil der Agrargenossenschaft.

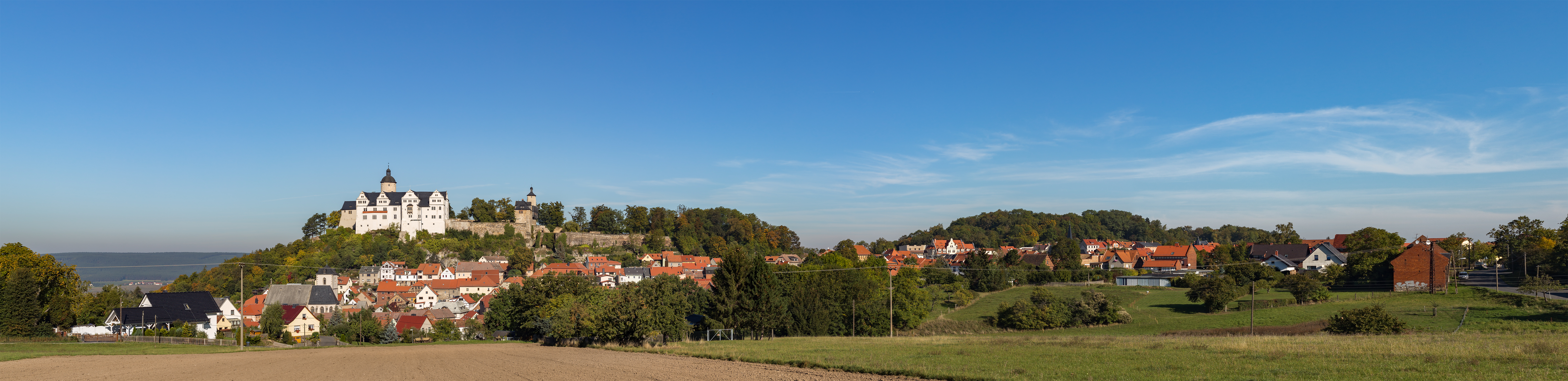
Blick über Ranis von der Windmühlenstraße aus

## Geschichte

### Urgeschichte
In Ranis ist der Nachweis der frühesten Besiedelung des modernen Menschen in Mittel- und Nordwesteuropa erfolgt. Am 31. Januar 2024 gab das Max-Planck-Institut für evolutionäre Anthropologie gemeinsam mit dem Thüringischen Landesamt für Denkmalpflege und Archäologie den Nachweis der Besiedlung des Homo sapiens vor mehr als 45.000 Jahre in der Raniser Ilsenhöhle bekannt.
Neben der Ilsenhöhle existieren weitere urgeschichtliche Zeugnisse der Besiedlung des heutigen Stadtgebietes. Das liegt nach Köhler an der besonderen Lage des Burgberges. Dieser Platz war höchstwahrscheinlich in keltischer Zeit ein befestigter Zentralort des Orlagaus. So befindet sich auf dem Preißnitzberg das größte latènezeitliches Flachgräberfeld in Mitteldeutschlands. Es ist größenmäßig nur mit Fundorten in Südwestdeutschland vergleichbar. Die ersten der ca. 150 Bestattungen wurden 1822 während des Baus des Schützenhauses entdeckt, weitere folgten im Verlauf des 19. Jahrhunderts.
Nördlich der Straße nach Wöhlsdorf befand sich die alte Richtstätte von Ranis, die heute noch Galgenberg heißt. Dort wurden reiche Funde der Bronzezeit und vorrömischen Eisenzeit geborgen. Die noch nachweisbaren Wildfanggruben wurden in der La-Tène-Zeit angelegt.
Einen Kilometer nordwestlich von Ranis liegt die Herthahöhle mit zwei Kulturschichten. In der diluvialen unteren Schicht wurden Knochenreste eiszeitlicher Tiere und Steingeräte aus der Altsteinzeit geborgen. Die obere Kulturschicht enthielt Hinterlassenschaften des menschlichen Lebens der Glockenbecherkultur, der jüngeren Bronzezeit und des Mittelalters. 200 Meter nördlich der Höhle liegt an einem Steilhang in einem Zechsteinriff die Teufelskanzel.

### Ersterwähnung und Namensherkunft
Der Ort Ranis wurde 1167/80 erstmals urkundlich erwähnt. Die Ersterwähnung des Stadtrechtes findet sich in einer Urkunde vom 30. September 1381. Es ist unklar, worauf das Wort Ranis zurückzuführen ist. Es könnte vom slawischen Wort „[G]ranzia“ stammen, was so viel wie „Grenze“ bedeutet und eventuell auf eine sorbische Grenzfeste verweist. Vorstellbar ist auch, dass der Name auf den Personennamen Ranišj („Sitz eines Sorben namens Hraniš“) zurückgeht.
Zudem gibt es die Hypothese, der Name komme von der Rosszucht der Toringer (5. Jh. n. Chr.) und mit dem Suffix -is habe das Wort für „Hengstweide“ gestanden. Zahlreiche Funde von Pferdegräbern, Reitutensilien und Pferdeknochen sprechen für diese Vermutung.

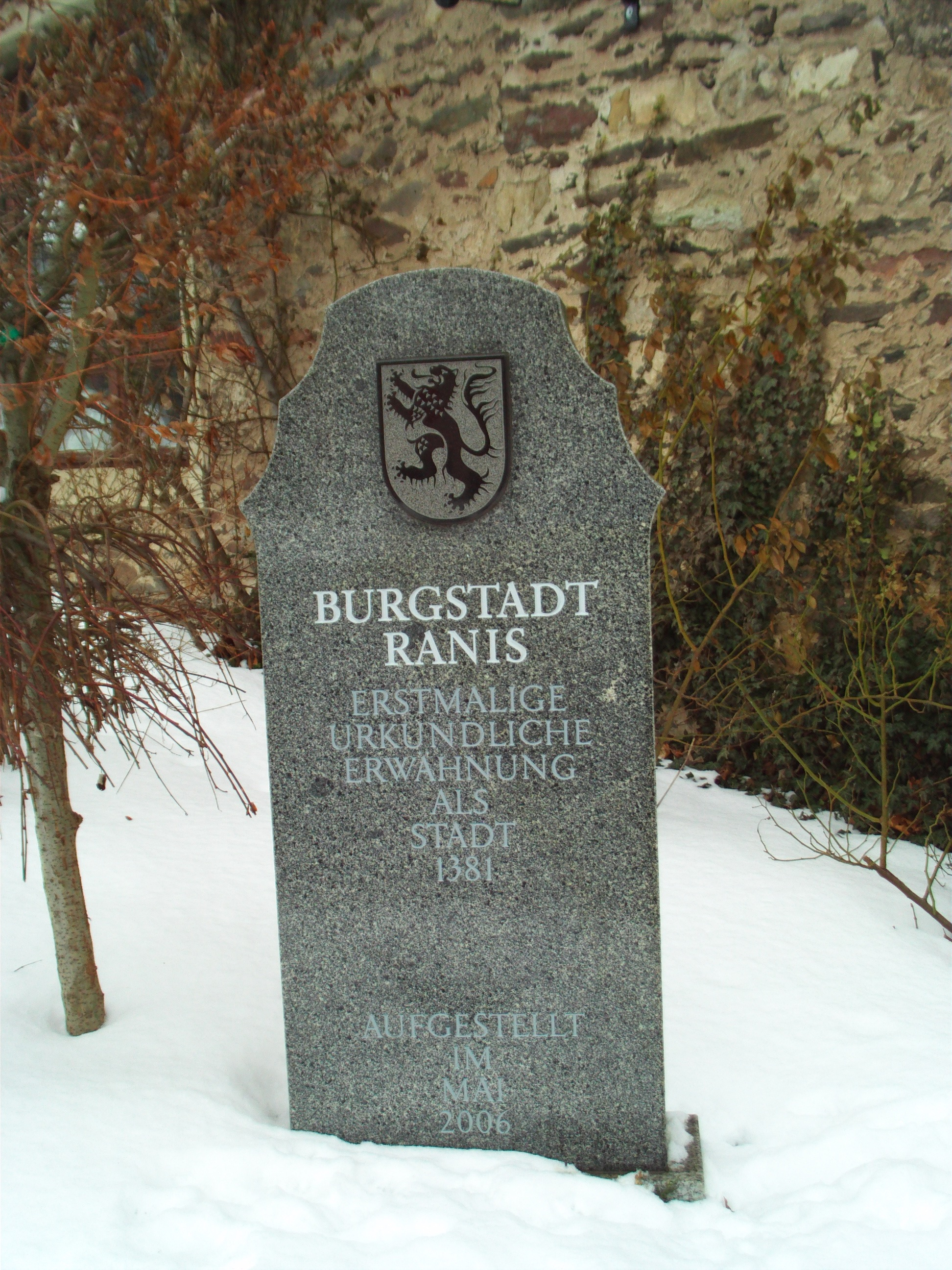
Gedenkstein zur Ersterwähnung des Stadtrechtes 1381

### Ab der Neuzeit
Die Windmühle, deren Turm heute noch sichtbar ist, wurde 1844 erbaut.
In der Zeit des Nationalsozialismus wurden zwischen 1937 und 1945 im Kreiskrankenhaus 91 Frauen und Männer Opfer von Zwangssterilisationen.

### Altstadt
Die Altstadt unterhalb der Burg war von einer Stadtmauer umgeben. Diese verlief von der Burg kommend entlang der Lindenstraße bis zur Gartenstraße und zum Torteich, von dort bis zum Würzgärtl, wo sie sich erneut an die Burg anschloss. Teile der Mauer sind am Berg und in Hinterhöfen und Gebäuden der Gartenstraße erhalten.

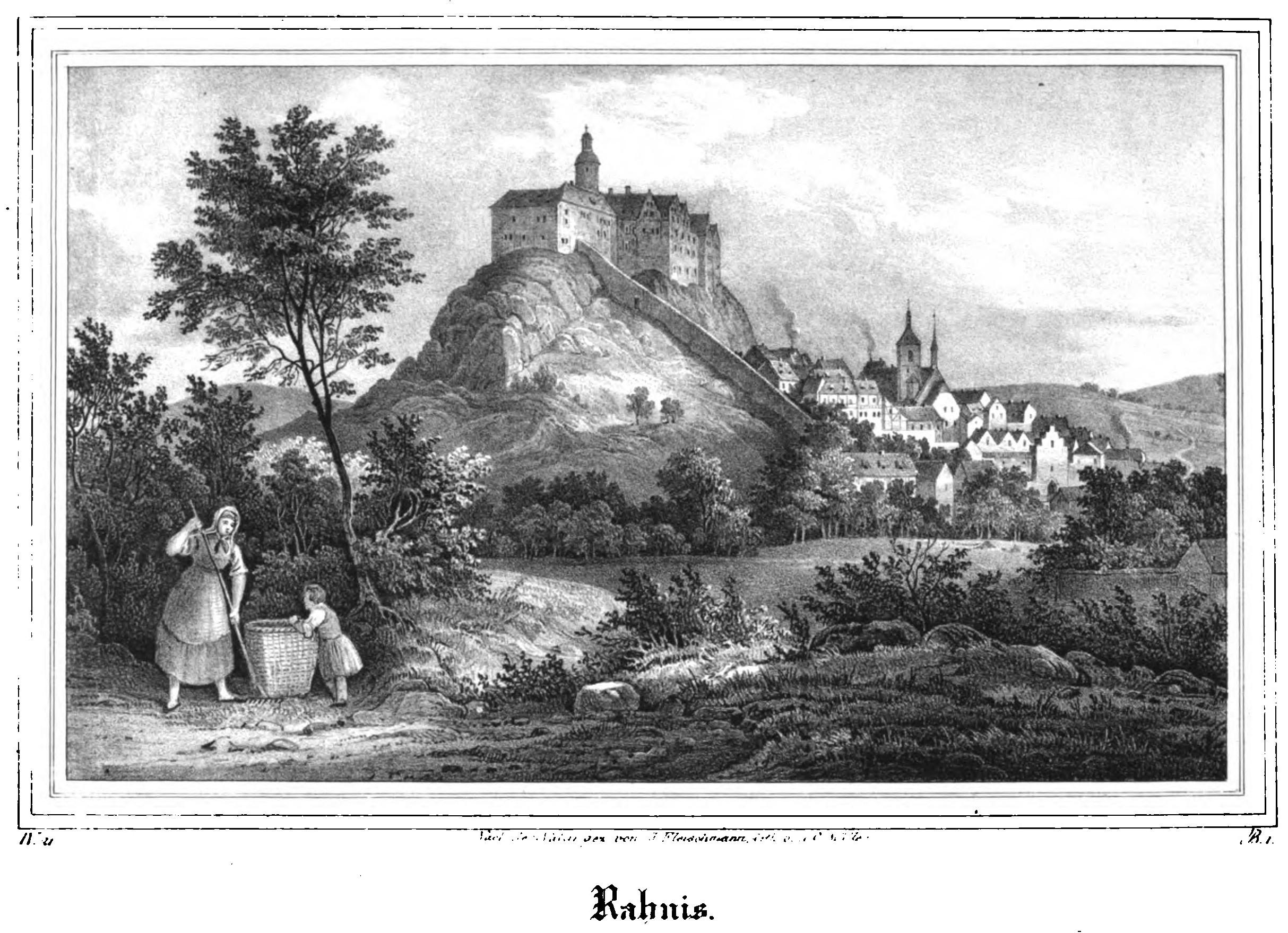
Lithographie (1839): Ranis mit Stadtbefestigung

Die Stadtmauer hatte eine Gesamtlänge von 2172 Fuß, war 20 Fuß hoch und hatte eine Stärke von 5 bis 6 Fuß. An der südlichen Seite standen zwei kegelförmige runde Türme mit dreieckigen Schießscharten. Vor der Mauer befand sich ein Graben mit einem Wall. Teile des Walles sind noch im Bereich der Lindenstraße in Form einer Böschung erkennbar.
Das obere Stadttor befand sich am oberen Ende der August-Bebel-Straße. 1843 wurde es wie folgt beschrieben: Das Thorhaus ist ein einstöckiges, kümmerliches Gebäudchen, welches nach der Morgenseite an die Stadtmauer gelehnt, an deren äußerer Seite ein Schuppen zur Aufbewahrung der Brunnenröhren gebaut ist. Im selben Jahr wurde es abgerissen. Bis 1845 wurde auf der Abbruchstelle ein Wohnhaus errichtet, das heutige Seniorenzentrum Zu den Linden. Am anderen Ende der August-Bebel-Straße befand sich bis um 1850 das untere Tor. Dort war auch der jetzt überbaute Torteich. Erhalten und begehbar ist ein Weg zwischen Altstadt und Burg mit Unterführung unter der Burgmauer hindurch. Im Bereich des Winkels soll es eine Pforte gegeben haben.
Innerhalb der Stadtmauer liegen unter anderem der Alte Markt, das Alte Rathaus und die evangelische Stadtkirche St. Margarethen. Dieser Teil von Ranis steht unter Denkmalschutz.

### Schulen
Die erste Raniser Schule befand sich nahe der evangelischen Stadtkirche im 1819/20 errichteten Gebäude August-Bebel-Straße 19. Das Gebäude reicht teilweise in den Berg hinein, deshalb war es in der Schule relativ feucht und dunkel.
Weil die Anzahl der Kinder in Ranis damals stetig wuchs, baute man 1839/40 eine neue Schule in der Pößnecker Straße mit zuerst zwei Stockwerken. 1875 wurde dann ein drittes Stockwerk aufgesetzt.
Die ersten bis vierten Klassen wurden vom Herbst 1962 bis April 1982 im heutigen Schützenhaus und im Rathaus, kurzzeitig auch im Alten Rathaus in der Rathausstraße, auf dem Preißnitzberg, im Kinderheim und in der alten Ambulanz unterrichtet.
1982 wurde das neue Schulhaus in der Lindenstraße eingeweiht. Es beherbergt heute die Grund- und Regelschule.

### Verwaltung

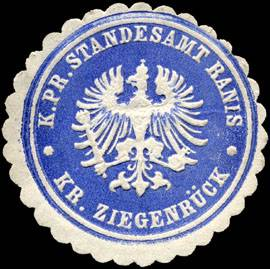
Siegelmarke Königlich Preussisches Standesamt Ranis – Kreis Ziegenrück (1850–1918)

Die Burg Ranis war Mittelpunkt der Herrschaft Ranis. 1574 erfolgte die Einbeziehung zum Amt Arnshaugk im Kurfürstentum Sachsen. Nach dem Wiener Kongress wurde der Westteil des Neustädter Kreises Preußen zugesprochen. Ranis wurde die Kreisstadt des am 15. Juni 1816 neugebildeten und nach dem Zweiten Weltkrieg aufgelösten Landkreises Ziegenrück. Nach dem Zweiten Weltkrieg wurde die Stadt zum 1. Oktober 1945 dem Landkreis Saalfeld zugeordnet. Mit der Verwaltungsreform 1952 kam sie zum neugegründeten Kreis Pößneck, der mit der Kreisreform 1994 in den Saale-Orla-Kreis aufging. Vor dem 9. März 1995 war Ranis Sitz der Verwaltungsgemeinschaft Ranis-Oberland.

### Einwohnerentwicklung
Datenquelle ab 1994: Thüringer Landesamt für Statistik.
| historisch - 1779: 290 1 - 1831: 928 - 1875: 1.716 - 1885: 1.888 - 1905: 2.076 - 1925: 1.955 - 1933: 2.232 - 1939: 2.359 | 1990 bis 1999 - 1990: - 1991: - 1992: - 1993: - 1994: 1.972 - 1995: 1.981 - 1996: 1.960 - 1997: 2.060 - 1998: 2.060 - 1999: 2.052 | 2000 bis 2009 - 2000: 2.025 - 2001: 2.034 - 2002: 2.027 - 2003: 2.017 - 2004: 1.982 - 2005: 1.965 - 2006: 1.919 - 2007: 1.884 - 2008: 1.866 - 2009: 1.824 | 2010 bis 2019 - 2010: 1.812 - 2011: 1.744 - 2012: 1.725 - 2013: 1.707 - 2014: 1.690 - 2015: 1.709 - 2016: 1.720 - 2017: 1.699 - 2018: 1.708 - 2019: 1.678 | 2020 bis 2029 - 2020: 1.657 - 2021: 1.648 - 2022: 1.679 - 2023: 1.660 - 2024: 1.680 |

1 über 10 Jahre

## Politik
Ranis ist Sitz der Verwaltungsgemeinschaft Ranis-Ziegenrück.

## Stadtrat
Der Stadtrat von Ranis besteht aus zwölf in der Stadtratswahl gewählten Personen und dem getrennt gewählten Bürgermeister. Die Stadtratswahl vom 26. Mai 2024 ergab folgende Sitzverteilung:
| Parteien und Listen     | Parteien und Listen | Stimmenanteil | Sitze |
| ----------------------- | ------------------- | ------------- | ----- |
| FWG                     | Freie Wähler Ranis  | 57,2 %        | 7     |
| FWV/GV                  | FWV/GV              | 26,8 %        | 3     |
| UBV                     | UBV                 | 16,0 %        | 2     |
| Gesamt                  | Gesamt              | 100 %         | 12    |
| Wahlbeteiligung: 62,6 % |                     |               |       |

### Wappen, Flaggen, Dienstsiegel
Blasonierung: „Das Stadtwappen zeigt einen nach rechts aufsteigenden Löwen. Das Wappenschild hat einen Goldgrund. Der Löwe ist schwarz mit roter Zunge und roten Krallen. Die Mähne ist zum Teil blau ausgelegt.“
Der Löwe ist das Wappentier der Markgrafen von Meißen, die Anfang des 15. Jh. als Besitzer von Burg und Stadt Ranis nachweisbar sind. Das fünfeckige SIGILLVM CIVITATIS RANIS aus dieser Zeit enthält den gleichen Schild.
„Die Stadt führt eine eigene Flagge, welche aus zwei senkrechten Farbstreifen in schwarz und Gold besteht. Das Wappentier […] ist mittig dargestellt.“
„Die Stadt führt ein Dienstsiegel, welches das Stadtwappen im oberen Halbbogen mit der Umschrift ‚Thüringen‘ und im unteren Halbbogen ‚Stadt Ranis‘ enthält.“

### Städtepartnerschaften
Seit dem 22. Juni 1991 bestehen partnerschaftliche Beziehungen zu Rudersberg in Baden-Württemberg.

## Kultur und Sehenswürdigkeiten

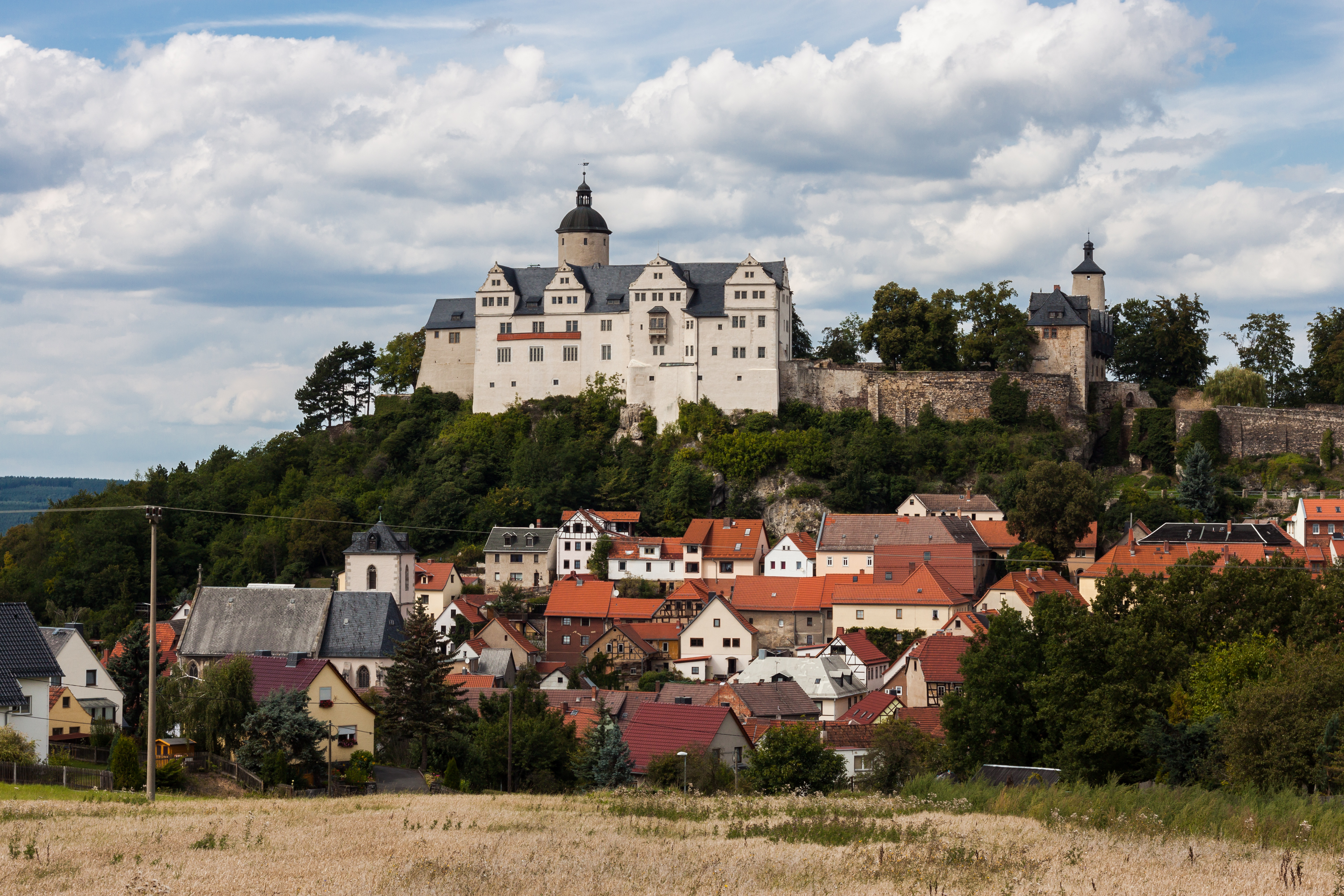
Burg Ranis oberhalb der Stadt

### Burg, Museum, Ausstellungen
Wahrzeichen der Stadt ist die Burg Ranis, die sich auf einem Felsen über der Altstadt erhebt. Auf der Burg gibt es ein neugestaltetes (2018) großes Museum mit Dauerausstellungen zu den Themen: Geologie des Orlatales, Eiszeitfunde der Orlasenke, Burggeschichte, Seismologie. Der Bergfried ist begehbar.
International bedeutend ist die archäologische Fundstelle Ilsenhöhle unterhalb der Burg. Sie weist früheste europäische Spuren des Homo sapiens auf.
Etwa einen Kilometer nördlich befindet sich das Schloss Brandenstein.
Auf dem Preißnitzberg befindet sich das Artenschutzzentrum Thüringen unter anderem mit einer Ausstellung zur Tier- und Pflanzenwelt Thüringens.

### Kirchen

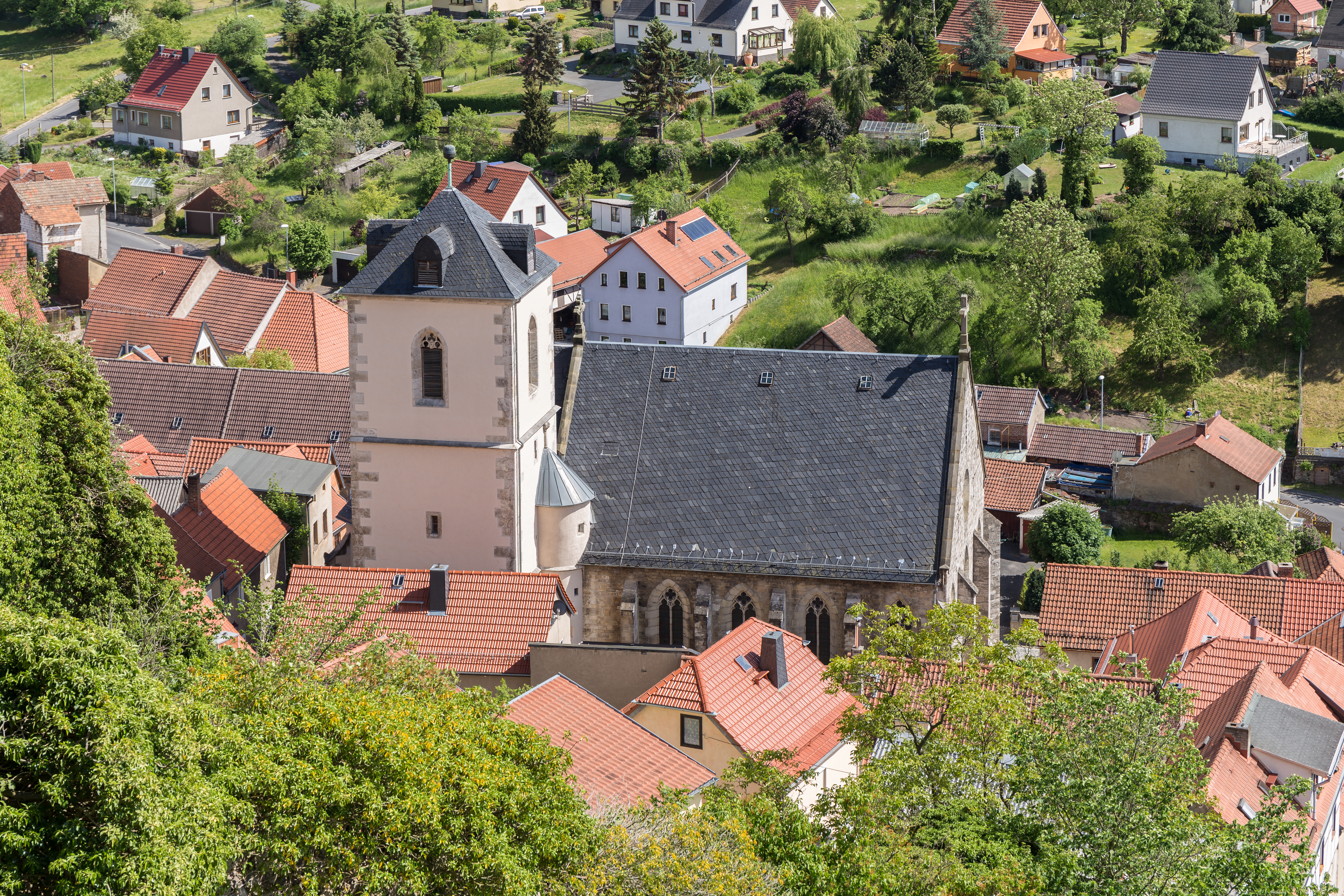
Evangelische Stadtkirche St. Margarethen in Ranis

Ein weiteres wichtiges Gebäude ist die evangelische Stadtkirche St. Margarethen in der Kirchgasse. Die ältesten Teile der Kirche stammen aus der Zeit um 1400. Besonderheiten sind das Tonnengewölbe, die Maßwerkfenster im Chorraum, der Altar, die Kanzel und die in Paulinzella gebaute Schulze-Orgel. Die Kirche ist nicht nur Gottesdienstort, sondern wegen ihrer guten Akustik auch eine überregional geschätzte Konzertkirche.
Weiterhin gibt es die Kirche St. Elisabeth. Erbaut wurde sie von 1865 bis 67 als erste katholische Kirche seit der Reformation in der Region. Der Altar von 1867 ist aus Saalburger Marmor. Die Marienglocke von 1866 wurde in der Glockengießerei H. Sorge, Erfurt gegossen und wiegt 199 kg. 1868 wurde die Orgel der Orgelbaufirma E. Petersilie eingebaut. 1957 wurden die Fenster im Altarraum „Die Hl. Elisabeth (Das Rosenwunder)“ von Georg Nawroth gestaltet. Nachdem ein Sturm am 14. August 1971 den Turm aus dem Dachstuhl gerissen hatte, erfolgte 1972 die Erneuerung des Kirchturms.

### Regelmäßige Veranstaltungen
Einmal im Jahr finden die Thüringer Literaturtage auf der Burg statt.
Jährlich gibt es Veranstaltungen des traditionsreichen Raniser Ritterfaschings sowie die Zudelsdorfer Kirmes.

### Weiteres

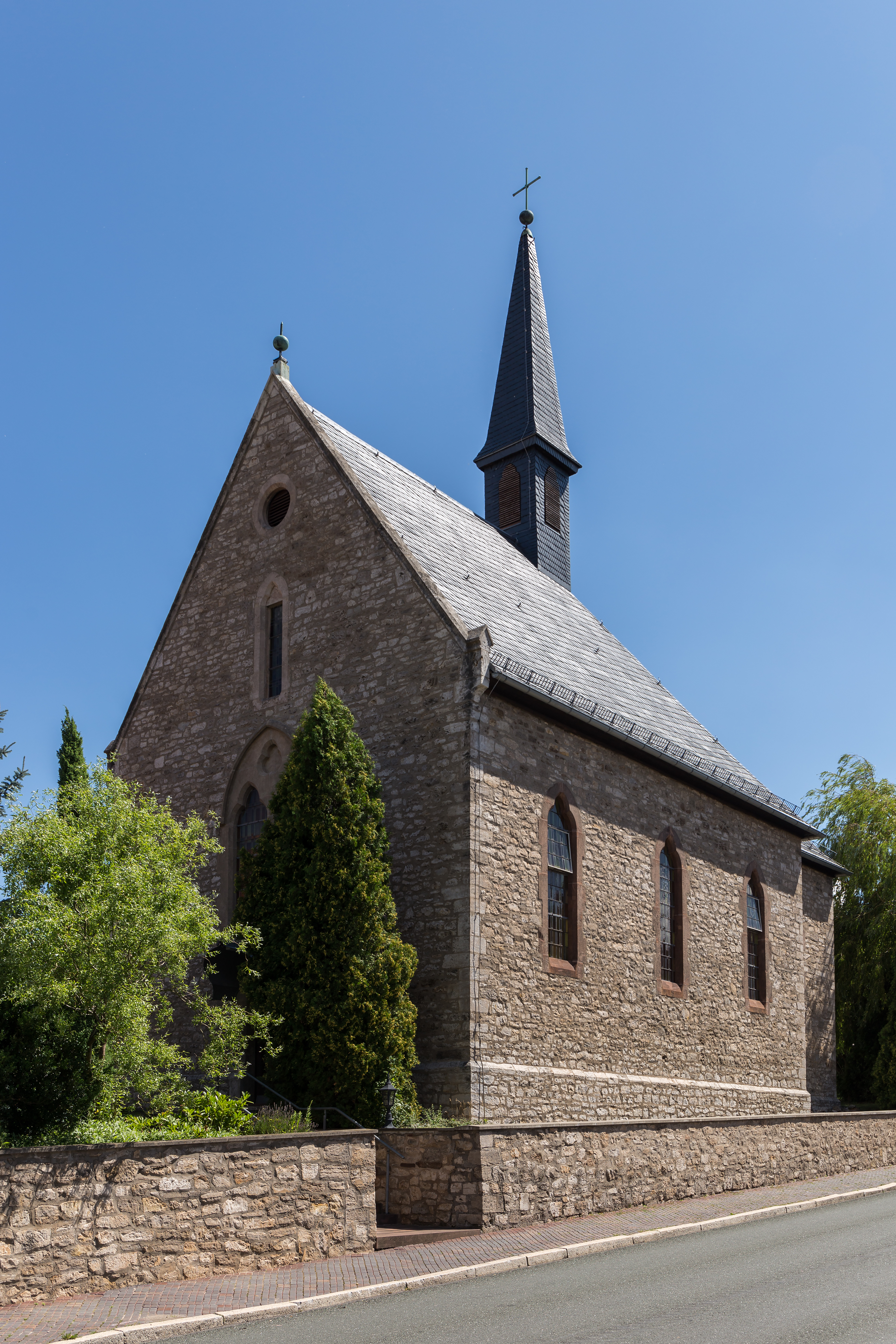
Katholische Kirche St. Elisabeth in Ranis

In Ranis existiert ein Naturlehrgarten sowie eine Umweltbildungs- und Begegnungsstätte der Arbeitsgruppe Artenschutz Thüringen e. V. Im Oktober 2008 wurde im Tal zwischen Ranis und Brandenstein das erste Wisent-Freilandgehege Thüringens eröffnet.
Durch die Glas- und Porzellanmalerei Schneider gehört Ranis zur Thüringer Porzellanstraße.

## Wirtschaft und Infrastruktur

### Verkehr
Der Ort verfügt über Straßenverbindungen zu allen Nachbargemeinden. In Krölpa und Pößneck besteht Zufahrt zur B 281 (Saalfeld–Gera). In der Nähe führen die A 4 (bei Jena) und die A 9 (bei Triptis) vorbei.
Der Haltepunkt Krölpa-Ranis (in Krölpa) liegt an der Bahnstrecke Leipzig–Probstzella.

### Bildung
Ranis verfügt über eine Grund- und Regelschule sowie einen Kindergarten.

## Persönlichkeiten
- Christoph Adam von Breitenbauch (* 16. Juli 1662 auf Burg Ranis; † 3. August 1708 auf Schloss Brandenstein), Landrat und Kriegskommissar sowie Rittergutsbesitzer
- Carl Christian von Breitenbauch (* 21. Dezember 1694 auf Burg Ranis; † 29. April 1726 in Frohburg), Berghauptmann und Rittergutsbesitzer
- Wilhelm Börner (* 1788 in Knau; † 1855 in Mosen), 1817 bis 1851 Diakonus in Ranis, Heimatforscher
- Arthur von Breitenbuch (* 17. November 1831 auf Burg Ranis; † 3. März 1909 ebenda), königlich-preußischer Kammerherr und Landrat
- Karl Friedrich Wilhelm Driesemann (* 17. August 1837; † 17. Oktober 1898 in Merseburg), königlich-preußischer Baumeister und Architekt
- Paul Türoff (* 2. Mai 1873; † 19. Juni 1942 in Oberkassel), Porträtmaler
- Gerhard Rachold (* 3. September 1928; † 18. Mai 1993 in Frankfurt (Oder)), Schauspieler
- Hans Georg von Schnering (* 6. Juli 1931; † 22. Juli 2010 in Aidlingen), Chemiker
- Wolfgang Merbach (* 17. Juli 1939), Agrikulturchemiker
- Wolf Koenigs (* 10. März 1942), Bauforscher und Denkmalpfleger
- Kristin Wardetzky (* 26. Juli 1942), Theaterpädagogin, Märchen- und Erzählforscherin und Erzählerin
- Barbara Löffler (* 5. August 1943 in Ranis; † 2018 in Neubrandenburg) Keramikerin
- Andreas von Stechow (* 23. August 1943 auf Burg Ranis; † 17. November 2013 in Berlin), Diplomat
- Burkhard Göschel (* 29. Oktober 1945), Manager